# Manokwaria notabilis
Manokwaria notabilis är en svampart som beskrevs av K.D. Hyde 1993. Manokwaria notabilis ingår i släktet Manokwaria, ordningen kolkärnsvampar, klassen Sordariomycetes, divisionen sporsäcksvampar och riket svampar.   Inga underarter finns listade i Catalogue of Life.